# آپوکیندو

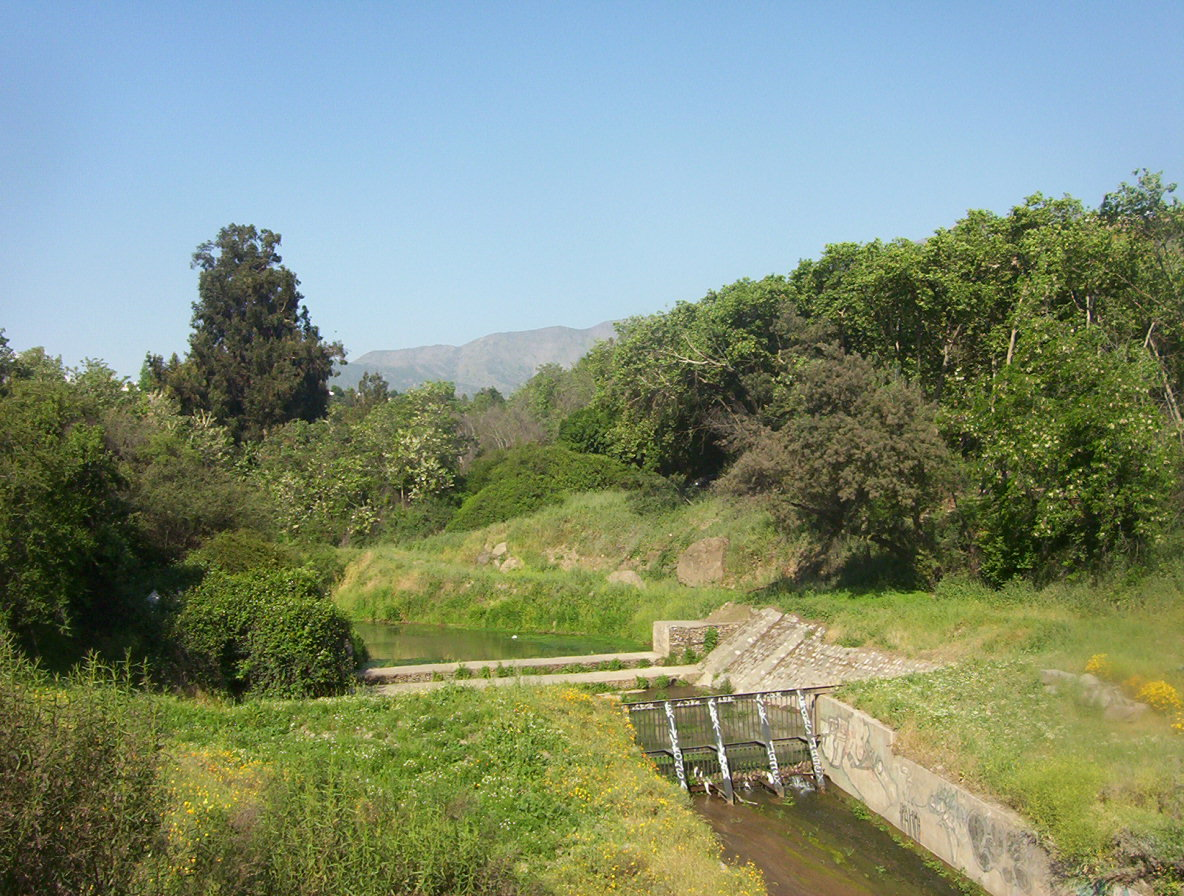
استرو لوس بانوس در آپوکیندو، سانتیاگو در موقعیتی که حمام‌های آپوکیندویی باستانی قرار داشتند.

آپوکیندو (به انگلیسی: Apoquindo)، نام رودی در شرق شهر سانتیاگو، در کوهپایه شهرک لاس کندس قرار دارد. محدوده این رود به این شکل است: از شمال به رودخانه ماپوچو، در شرق سیرا د رامون با کوه پرووینسیا و کوه لا کروز، جنوب کوئبرادا د رامون و از غرب با میدان لوس دومینیکوس. در حال حاضر این محدوده ها رسمیت ندارند، چرا که گذرگاه اصلی آونیدا آپوکیندوی سانتیاگو، وسعت بیشتری در غرب (کانال سان کارلوس) پیدا کرده و با منطقه شهری پروویدنثیا هم مرز شده است.